# Marché central d'Alicante
Le marché central d'Alicante, en espagnol : Mercado Central de Alicante, est un marché couvert situé à Alicante en Espagne. Il est conçu en 1921 par les architectes Enrique Sánchez Sedeño (es) et Juan Vidal Ramos.

## Histoire
Pendant la Guerre d'Espagne, la ville d'Alicante resta du côté républicain. Le 25 mai 1938, le marché est bombardé par les aviations italienne et allemande causant la mort de plus de 300 personnes.